# Mary Boland
Mary Boland, all'anagrafe Marie Anne Boland (Detroit, 28 gennaio 1880 – New York, 23 giugno 1965), è stata un'attrice statunitense.

## Biografia
Figlia dell'attore William Boland e di Mary Cecilia Hatton, Marie Anne aveva anche una sorella più grande, Sara. Nata a Detroit, passò i suoi primi anni in convento. A quindici anni, tuttavia, calcava le scene del palcoscenico. Debuttò a Broadway nel 1907, recitando a fianco di Dustin Farnum. Apparve in undici produzioni teatrali, tra cui alcune accanto al famoso attore John Drew, Jr., prima di approdare al cinema, dove esordì in un film della Triangle nel 1915.
Durante la prima guerra mondiale, si recò in Francia per intrattenere, con una serie di spettacoli, i soldati americani di stanza in Europa. Al suo rientro in patria, girò nove film prima di lasciare il cinema per un lungo periodo. Nel 1920, apparve in His Temporary Wife: fu l'ultima sua apparizione sugli schermi prima del 1931, quando tornò nelle sale cinematografiche con Secrets of a Secretary. In quel lasso di tempo, lasciò temporaneamente il cinema per dedicarsi totalmente al teatro. Protagonista della scena di Broadway, si trovò a recitare in The Cradle Snatchers a fianco di un giovane attore ancora sconosciuto che si chiamava Humphrey Bogart, in uno dei primi ruoli della sua carriera.
Dopo 11 anni di assenza, l'attrice tornò a Hollywood, messa sotto contratto dalla Paramount. I film che girò negli anni trenta, la fecero diventare uno dei volti più noti e popolari del cinema: interpretò, come caratterista, soprattutto parti di madri e zie, in ruolo di contorno. Ma fu anche protagonista di una serie di commedie insieme a Charles Ruggles. Uno dei film che restano nella memoria del pubblico è Orgoglio e pregiudizio (1940), un evergreen del cinema, dove Mary Boland apparve come la madre delle cinque ragazze da marito del romanzo di Jane Austen, svanita e pasticciona.
Per il resto della sua carriera, Mary Boland combinò teatro, cinema e televisione. Nel 1935, era stata protagonista di Jubilee, musical di Cole Porter. A 72 anni, nel 1954, fece la sua ultima apparizione sul palcoscenico in Lullaby, ma la commedia non ebbe successo. L'anno seguente, riprese per la tv uno dei suoi ruoli più famosi, quello della contessa De Lave, una delle protagoniste di Donne (1939) di George Cukor. Fu il suo ultimo lavoro.
Mary Boland non si sposò mai né ebbe figli. Morì per un attacco cardiaco il 23 giugno 1965. Venne sepolta al Great Mausoleum, Sanctuary of Vespers al Forest Lawn Memorial Park Cemetery di Glendale.

## Filmografia

### Cinema
- The Penitentes, regia di Jack Conway (1915)
- The Edge of the Abyss, regia di Walter Edwards (1915)
- The Price of Happiness, regia di Edmund Lawrence (1916)
- The Stepping Stone, regia di Reginald Barker e Thomas H. Ince (1916)
- Mountain Dew, regia di Thomas N. Heffron (1917)
- A Woman's Experience, regia di Perry N. Vekroff (1918)
- The Prodigal Wife, regia di Frank Reicher (1918)
- The Perfect Lover, regia di Ralph Ince (1919)
- His Temporary Wife, regia di Joseph Levering (1920)
- Secrets of a Secretary, regia di George Abbott (1931)
- Personal Maid, regia di Monta Bell e Lothar Mendes (1931)
- The Night of June 13th, regia di Stephen Roberts (1932)
- Evenings for Sale, regia di Stuart Walker (1932)
- Se avessi un milione (If I Had a Million) aa.vv. (1932)
- Mama Loves Papa, regia di Norman Z. McLeod (1933)
- Three-Cornered Moon, regia di Elliott Nugent (1933)
- The Solitaire Man, regia di Jack Conway (1933)

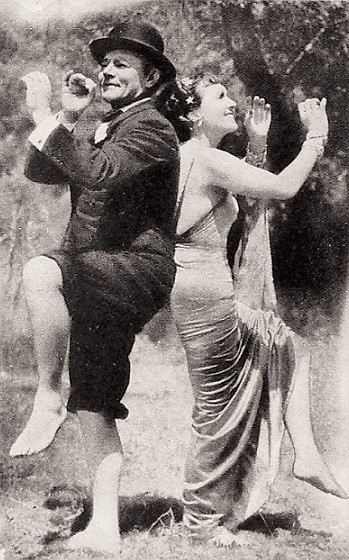
Con Charles Ruggles in Wives Never Know

- Quattro persone spaventate (Four Frightened People), regia di Cecil B. DeMille (1934)
- I sei mattacchioni (Six of a Kind), regia di Leo McCarey (1934)
- Melody in Spring, regia di Norman Z. McLeod (1934)
- Stingari il bandito sentimentale (Stingaree), regia di William A. Wellman (1934)
- Here Comes the Groom, regia di Edward Sedgwick (1934)
- Down to Their Last Yacht, regia di Paul Sloane (1934)
- Usanze d'allora (The Pursuit of Happiness), regia di Alexander Hall (1934)
- Il maggiordomo (Ruggles of Red Gap), regia di Leo McCarey (1935)
- People Will Talk, regia di Alfred Santell 1935)
- Two for Tonight, regia di Frank Tuttle (1935)
- The Big Broadcast of 1936, regia di Norman Taurog (1935)
- Early to Bed, regia di Norman Z. McLeod (1936)
- A Son Comes Home, regia di Ewald André Dupont (1936)
- Wives Never Know, regia di Elliott Nugent (1936)
- College Holiday, regia di Frank Tuttle (1936)
- Marry the Girl, regia di William C. McGann (1937)
- Quei cari parenti (Danger: Love at Work), regia di Otto Preminger (1937)
- Un povero milionario (There Goes the Groom), regia di Joseph Santley (1937)
- Mama Runs Wild , regia di Ralph Staub (1937)
- Lo stravagante dottor Mischa (Little Tough Guys in Society), regia di Erle C. Kenton (1938)
- Artists and Models Abroad, regia di Mitchell Leisen (1938)
- Boy Trouble, regia di George Archainbaud (1939)
- The Magnificent Fraud, regia di Robert Florey (1939)
- Night Work, regia di George Archainbaud (1939)
- Donne (The Women), regia di George Cukor (1939)
- He Married His Wife, regia di Roy Del Ruth (1940)
- Luna nuova (New Moon), regia di Robert Z. Leonard (1940)
- Orgoglio e pregiudizio (Pride and Prejudice), regia di Robert Z. Leonard (1940)
- Hit Parade of 1941, regia di John H. Auer (1940)
- One Night in the Tropics, regia di A. Edward Sutherland (1940)
- Bombe su Varsavia (In Our Time), regia di Vincent Sherman (1944)
- Sempre nei guai (Nothing But Trouble), regia di Sam Taylor (1944)
- Gioia di vivere (Forever Yours), regia di William Nigh (1945)
- La bella imprudente (Julia Misbehaves), regia di Jack Conway (1948)
- Guilty Bystander, regia di Joseph Lerner (1950)

### Televisione
- Producers' Showcase – serie TV, 1 episodio (1955)
- Armstrong Circle Theatre – serie TV, 1 episodio (1954)
- The Colgate Comedy Hour – serie TV, 1 episodio (1951)
- Musical Comedy Time – serie TV, 1 episodio (1951)
- Masterpiece Playhouse – serie TV, 1 episodio (1950)
- The Ford Theatre Hour – serie TV, 1 episodio (1949)
- The Chevrolet Tele-Theatre – serie TV, 1 episodio (1949)
- The Philco Television Playhouse – serie TV, 1 episodio (1948)

## Teatro
- The Ranger, di Augustus Thomas (Broadway, 2 settembre 1907)
- Jack Straw, di W. Somerset Maugham (Broadway, 14 settembre 1908)
- Inconstant George, di Robert de Flers e Gaston Armand De Caillavet (Broadway, 29 settembre 1909)
- Smith, di W. Somerset Maugham (Broadway, 5 settembre 1910)
- A Single Man, di Hubert Henry Davies (Broadway, 4 settembre 1911)
- The Perplexed Husband, di Alfred Sutro (Broadway, 2 settembre 1912)
- Much Ado About Nothing, di William Shakespeare (Broadway, 1º settembre 1913)
- The Will, di James M. Barrie (Broadway, 29 settembre 1913)
- The Tyranny of Tears, di C. Haddon Chambers (Broadway, 29 settembre 1913)
- A Scrap of Paper, di Victorien Sardou (Broadway, 11 maggio 1914)
- My Lady's Dress, di Edward Knoblauch (Broadway, 10 ottobre 1914)
- Backfire, di Stuart Fox (Broadway, 2 ottobre 1916)
- The Case of Lady Camber, di Horace Annesley Vachell (Broadway, 26 marzo 1917)
- Sick-a-Bed, di Ethel Watts Mumford (Broadway, 25 febbraio 1918)
- The Matinee Hero, di Leo Ditrichstein e A. E. Thomas (Broadway, 7 ottobre 1918)
- Clarence, di Booth Tarkington (Broadway, 20 settembre 1919)
- Alias Jimmy Valentine, di Paul Armstrong (Broadway, 8 dicembre 1921)
- The Advertising of Kate, di Annie Nathan Meyer (Broadway, 8 maggio 1922)
- The Torch Bearers, di George Kelly (Broadway, 29 agosto 1922)
- Meet the Wife, di Lynn Starling (Broadway, 26 novembre 1923)
- Cradle Snatchers, di Norma Mitchell e Russell Medcraft (Broadway, 7 settembre 1925)
- Women Go On Forever, di Daniel N. Rubin (Broadway, 7 settembre 1927)
- Heavy Traffic, di Daniel N. Rubin (Broadway, 5 settembre 1928)
- Ada Beats the Drum, di John Kirkpatrick (Broadway, 8 maggio 1930)
- The Vinegar Tree, di Paul Osborn (Broadway, 19 novembre 1930)
- Face the Music, libretto di Moss Hart (Broadway, 17 febbraio 1932)
- Face the Music, libretto di Moss Hart (Broadway, 1º gennaio 1933)
- Jubilee, libretto di Moss Hart (Broadway, 12 ottobre 1935)
- Hellzapoppin, di Olsen & Johnson (Broadway, 22 settembre 1938)
- The Rivals, di Richard Brinsley Sheridan (Broadway, 14 gennaio 1942)
- Open House, di Harry Young (Broadway, 3 giugno 1947)
- Lullaby, di Don Appell (Broadway, 3 febbraio 1954)

## Riconoscimenti
Per il suo contributo all'industria cinematografica, le è stata assegnata una stella sulla Hollywood Walk of Fame 6150 Hollywood Boulevard.

## Doppiatrici italiane
- Lola Braccini in Donne e nel doppiaggio originale di Orgoglio e pregiudizio
- Tina Lattanzi in Se avessi un milione
- Mignon Cocco in Un povero milionario
- Franca Dominici nel ridoppiaggio di Orgoglio e pregiudizio